# کانادلاریا (تگزاس)
کانادلاریا (به انگلیسی: Candelaria) یک منطقهٔ مسکونی در ایالات متحده آمریکا است که در شهرستان پرسدیو، تگزاس واقع شده‌است. کانادلاریا ۸۷۲ متر بالاتر از سطح دریا واقع شده‌است.